# Bésame sin miedo
«Bésame sin miedo» (en inglés: «Kiss me Without Fear») es una canción del grupo pop RBD.
Es el tercer y último sencillo de su tercer álbum de estudio, Celestial. El sencillo fue compuesto por Chico Bennett y John Ingoldsby. El tema llegó a las estaciones de radio a nivel mundial a principios de agosto, siendo más promocionado que el anterior sencillo "Celestial" en los EE. UU., con la banda de gira en los EE. UU. Dicho tema fue previamente grabado por la actriz y cantante estadounidense Sara Paxton en 2005 bajo el título "Kiss Me Like You Mean It". 
La versión en portugués de la canción titulada "Beija-me Sem Medo" aparece en el álbum de estudio Celestial Versão Brasil.

## Video musical
El vídeo fue grabado en Rumania dentro de un bus que llevaba a un supuesto castillo de Drácula. Este vídeo inicialmente sería grabado en el verdadero Castillo Del Conde Drácula (cuya fachada es la que aparece en el clip), sin embargo, no lo consiguieron y en el vídeo las escenas dentro del castillo se filmaron en el palacio de una Reina del siglo XIX.
El sexteto RBD se divierte mucho en el transcurso del vídeo mientras van en el bus, cuando llegan al castillo empiezan a jugar un juego muy conocido llamado "La Botella", entre besos y risas llega el turno de Anahí quien debe besar al dueño del castillo, lo que ella no esperaba era que el fuera "Drácula" y la mordiera en el cuello.

## Posicionamiento
| Listas (2006)                | Posición |
| ---------------------------- | -------- |
| US Billboard Latin Pop songs | 15       |
| US Billboard Latin Songs     | 30       |
| México                       | 5        |
| Brasil                       | 2        |
| España                       | 6        |
| Perú                         | 13       |
| Colombia                     | 7        |
| Chile                        | 10       |
| Ecuador                      | 6        |
| Argentina                    | 39       |
| Venezuela                    | 8        |